# Ткачёв, Владимир Яковлевич

Мемориальная доска на фасаде Ставропольского строительного техникума, в котором в 1961—1965 гг. учился В. Я. Ткачёв

Владимир Яковлевич Ткачёв (3 мая 1925, Извещательный Ставропольский край, СССР — 28 января 2021, Невинномысск, Ставропольский край, Россия) — Герой Советского Союза, почётный гражданин города Невинномысска. 
На момент представления к званию Героя Советского Союза — помощник командира взвода 311-го гвардейского стрелкового полка (108-я гвардейская стрелковая дивизия, 37-й стрелковый корпус,  46-я армия, 2-й Украинский фронт), гвардии сержант.

## Биография
Родился 3 мая 1925 года на хуторе Извещательный (ныне Шпаковского района Ставропольского края) в семье крестьянина. Член ВКП(б)/КПСС с 1953 года. Русский.
В Красной Армии с июля 1942 года. В действующей армии с февраля 1943 года. Воевал на Северо-Кавказском, Южном, 4-м, 3-м и 2-м Украинских фронтах. Участвовал в боях на Северном Кавказе, на ростовском направлении, освобождении Украины, Румынии, Венгрии, Австрии. В боях был трижды ранен. Особо отличился при форсировании Дуная.
Помощник командира взвода 311-го гвардейского стрелкового полка 108-й гвардейской стрелковой дивизии 46-й армии 2-го Украинского фронта гвардии сержант Ткачёв в составе штурмовой группы 4 декабря 1944 года переправился через реку Дунай в районе города Эрчи (Венгрия). Во время форсирования выбыл из строя командир взвода, и Ткачёв принял командование на себя. При подходе к берегу он первым ступил на берег и ворвался в траншею противника. В завязавшейся рукопашной схватке взвод уничтожил около пятидесяти гитлеровцев, из них 16 лично командир.
Умело используя захваченный рубеж, отразил семь контратак противника, способствуя переправе других подразделений. В боях за расширение плацдарма Ткачёв лично из противотанкового ружья уничтожил бронетранспортёр и автомашину с боеприпасами, вместе со взводом захватил миномётную батарею и три пушки.
Указом Президиума Верховного Совета СССР от 24 марта 1945 года за мужество, отвагу и героизм, проявленные в борьбе с немецко-фашистскими захватчиками, гвардии сержанту Ткачёву Владимиру Яковлевичу присвоено звание Героя Советского Союза с вручением ордена Ленина и медали «Золотая Звезда» (№ 8877).
В 1945 году старший сержант Ткачёв был демобилизован. В 1960 году окончил школу рабочей молодежи № 1 в городе Невинномысске Ставропольского края. В 1961 году поступил в Ставропольский строительный техникум, где учился заочно по специальности «Промышленное и гражданское строительство зданий». Параллельно с обучением работал на производстве.
Жил в Невинномысске. Работал мастером лесопильного цеха на строительстве канала, директором Невинномысского кирпичного завода.
Награждён орденами Ленина, Отечественной войны 1-й степени, Славы 3-й степени, медалями.
Именем Ткачёва В. Я. названа улица в селе Татарке Шпаковского района Ставропольского края.
28 апреля 2005 года В. Я. Ткачеву присвоено звание «Почётный гражданин города Невинномысска». На Аллее Почётных граждан города Невинномысска был открыт барельеф, посвящённый Ткачёву.
14 мая 2019 года на фасаде Ставропольского строительного техникума установлена мемориальная доска в честь В. Я. Ткачёва (автор — Василий Чуйков, член Союза дизайнеров России, член творческого Союза художников России).
В 2020 году В. Я. Ткачёву присвоено звание «Почётный гражданин Ставропольского края», в его честь установлен пилон на аллее почётных граждан края в городе Ставрополе.
Умер 28 января 2021 года в городе Невинномысск. Похоронен на Невинномысском городском кладбище. 